# Steven Universe
Steven Universe er en amerikansk animeret tv-serie fra 2013 skabt af Rebecca Sugar.

## Afsnit
| Sæson | Sæson       | Afsnit      | Oprindelig sendt  | Oprindelig sendt  |
| Sæson | Sæson       | Afsnit      | Start             | Slut              |
| ----- | ----------- | ----------- | ----------------- | ----------------- |
|       | Pilotafsnit | Pilotafsnit | 21. maj 2013      | 21. maj 2013      |
|       | 1           | 53          | 4. november 2013  | 16. april 2015    |
|       | 2           | 25          |                   |                   |
|       | 3           | 25          |                   |                   |
|       | 4           | 25          |                   |                   |
|       | 5           | 32          |                   |                   |
|       | Film        | Film        | 2. september 2019 | 2. september 2019 |
|       | Future      | 20          | 7. december 2019  | 27. marts 2020    |